# Paul Fitts
Paul Morris Fitts (* 6. Mai 1912 in Martin, Tennessee; † 1965) war ein US-amerikanischer Psychologe an der Ohio State University und später an der University of Michigan.
1954 entwickelte er ein Modell zu Armbewegungen des Menschen, Fitts’ Gesetz. Es besagt, dass die Dauer ein Ziel zu erreichen, eine Funktion der Distanz zum Ziel und dessen Größe sei. Getestet wurde dieser Zusammenhang hauptsächlich, indem Versuchspersonen einen Punkt mit einem Stift treffen sollten.
Seine psychologische Ausbildung erhielt er 1934 an der University of Tennessee (BS), 1936 an der Brown University (MS) und 1938 an der University of Rochester (PhD).
Als Lieutenant Colonel in der US Air Force wurde er für seine arbeitswissenschaftlichen Untersuchungen bekannt und arbeitete an wesentlichen Verbesserungen der Luftsicherheit.
Von 1957 bis 1958 war der Präsident der Division of Applied Experimental and Engineering Psychology der American Psychological Association (APA). Die Gesellschaft hat einen Ehrenpreis nach ihm benannt. Außerdem war er von 1962 bis 1963 Präsident der Human Factors and Ergonomics Society.

## Werke
- Human performance. Brooks/Cole Publishing Co. (1967)